# NGC 6051
NGC 6051 (другие обозначения — UGC 10178, MCG 4-38-21, ZWG 137.30, PGC 57006) — эллиптическая галактика (E) в созвездии Змея.
Этот объект входит в число перечисленных в оригинальной редакции «Нового общего каталога».